# Gryźliny (powiat nowomiejski)
Gryźliny – wieś w Polsce położona w województwie warmińsko-mazurskim, w powiecie nowomiejskim, w gminie Nowe Miasto Lubawskie.
W latach 1934–1938 istniała gmina Gryźliny. W latach 1954–1972 wieś należała i była siedzibą władz gromady Gryźliny. W latach 1975–1998 miejscowość należała administracyjnie do województwa toruńskiego.
Zobacz teżGryźliny